# Hemorragia pulmonar inducida por el ejercicio
La hemorragia pulmonar inducida por el ejercicio es una enfermedad común en la mayoría de los caballos de carrera y los caballos de otras ramas de la equitación que requieren un gran aporte de energía en un corto período de tiempo.
Además de estar presente en caballos aparece en otras especies como camellos, perros e inclusive el ser humano.
La epistaxis es observada en una proporción muy chica (5% o menos) de los caballos. Rastros de sangre en el árbol bronquial son identificados entre un 45% y 75% de los caballos de carrera, y la hemorragia es detectada a través del lavado broncoalveolar en un 90% de ellos.
La hemorragia pulmonar inducida por el ejercicio se asocia con un rendimiento deficiente en caballos de carreras no medicados con furosemida y que no usaban tiras dilatadoras nasales, lo que no les permite alcanzar un rendimiento máximo en sus respectivas competiciones.

## Etiología
El mecanismo fisiopatológico propuesto para la hemorragia pulmonar incluye altas presiones vasculares pulmonares durante el ejercicio máximo, con el consiguiente engrosamiento de las paredes de las venas pulmonares y disminución del diámetro luminal y aumento de la presión intravascular a nivel de los capilares pulmonares.
Se le estima en estrecha relación con procesos inflamatorios del tracto respiratorio, de naturaleza alérgica, gatillados por la aspiración de partículas amoniacales y esporas de hongos desde la cama y heno, respectivamente, que conducen a la neoformación de vasos capilares desde las arteriolas bronquiales, muy frágiles para resistir los incrementos de presión que ocurren en el ejercicio maximal de la carrera. Estudios de necropsias practicadas en caballos sangradores han permitido establecer que el lóbulo más afectado es el diafragmático; en ello, algún rol podría estar jugando el pistón visceral actuando reiterativamente sobre diafragma y su lóbulo pulmonar, en el momento que cesa la fase propulsiva del tren posterior.

## Diagnóstico
La observación endoscópica de sangre en las vías respiratorias 30 a 90 minutos después del ejercicio proporciona una evidencia definitiva de hemorragia pulmonar. Otras fuentes de hemorragia en las vías respiratorias superiores, en particular la micosis del reservorio gutural y el hematoma etmoidal, deben excluirse durante el examen endoscópico. Si se sospecha hemorragia pulmonar y el caballo no puede ser examinado después del ejercicio, el examen de lavado broncoalveolar para la evaluación semicuantitativa de hemosiderófagos es diagnóstico. Los tintes que resaltan los pigmentos que contienen hierro (azul de Prusia) facilitan el reconocimiento de estas células. La radiografía de tórax demuestra opacidades alveolares o alveolares-intersticiales mixtas en los campos pulmonares caudodorsal; sin embargo, el examen radiográfico del tórax tiene poco impacto en el diagnóstico o manejo de hemorragia pulmonar inducida por el ejercicio.

## Tratamiento
Aparte del uso de furosemida, se ha intentado curar esta enfermedad sin resultados satisfactorios. Como consecuencia también se intento atemperar la HPIE con diversas drogas para lograr disminuir las consecuencias de la HPIE. Se intentó con inhibidores de la fibrinolisis, ácido aminocaproico, coagulantes, estrógenos conjugados, citroflavonoides, vitamina C, dilatadores nasales, reposo, corticoesteroides, agentes antihipertensivos, inhibidores de la fosfodiestiaraza, broncodilatadores y diuréticos osmóticos, todos con resultados poco positivos.

### Furosemida
La furosemida reduce la incidencia y la gravedad de hemorragia pulmonar en caballos de carreras purasangre en al menos un grado de severidad. Los caballos con y sin HPIE demuestran mejoras iguales en el rendimiento de la carrera después de la administración de lásix, lo que indica que el fármaco puede mejorar el rendimiento a través de mecanismos no relacionados con HPIE. La aplicación de bandas dilatadoras nasales reduce el recuento de glóbulos rojos en el líquido broncoalveolar de los caballos afectados que corren en una cinta rodante en un 33%.